# Prythiwi

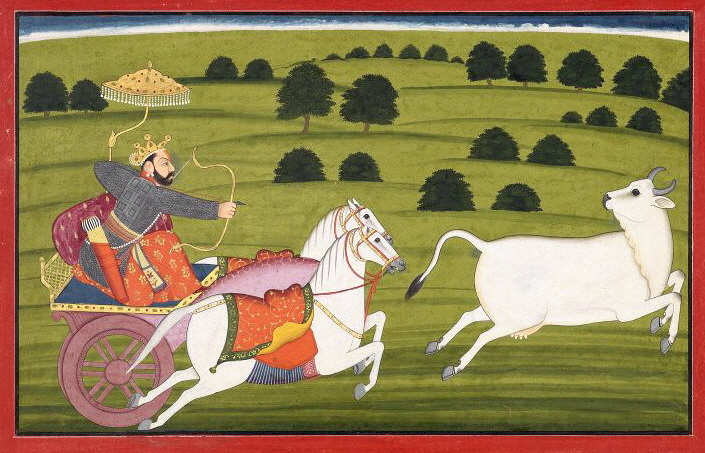
Prythu ścigający Prythiwi pod postacią krowy

Prythiwi (dewanagari पृथिवी, trl. pṛthivī, ang. Prithivi) – bogini staroindyjska, będąca personifikacją ziemi
w hinduizmie wedyjskim. Porównywana bywa z grecką Gają i rzymską Tellus.
Jest symbolem nadziei i hojności (daje nasiona i owoce)
jak również odporności i cierpliwości (jako ta, która znosi rany zadawane przez rolników przy orce). Równocześnie jest wzorem uprzejmości i łagodności (odpłaca plonami za zranienia narzędziami rolniczymi).
Uosabia cechy cierpliwości, macierzyństwa i mądrości.
Matka wedyjskich bogów, wszystkich ludzi, zwierząt i roślin.
Postrzegana również jako opiekunka zmarłych.

## Ikonografia
- Prythiwi zasadniczo uosoabia planetę.
- Bogini ta bywa też przedstawiana jako krowa Priśni, poszukująca opieki Brahmy (hinduistycznego boga stwórcy). Priśni jest opisywana jako wielobarwna.
- Inna postacią symbolicznie reprezentującą Prythiwi jest brzemienna życiodajnym deszczem chmura[3].

## Imię
Znaczenie sanskryckiego imienia prythiwi objaśnia się jako:
olbrzymia,
szeroka,
rozległa;
ziemia,
obszerna.
Imię Prythiwi bywa używane w znaczeniu natura, co ma oddawać jej rolę jako matki wszystkich ludzi, zwierząt i roślin.

### Inne imiona
- Priśni – symbolizująca Prythiwi postać krowy[5]
- Urwi[5] (obszerna)
- Ardźuni (lśniąca)
- Mahi (wielka)[3].

## Rodzina i postacie powiązane
Prythiwi bywa nazywana córką wieszcza Prythu.

### Partnerzy
Wśród jej małżonków wymienia się  bogów o imionach :
- Djaus
- Pardźanja

oraz rysziego Prythu.

### Potomstwo
Wśród dzieci bogini wymieniane są szczególnie bóstwa:
- Uszas
- Agni
- Indra

Podaje się jednak zasadniczo, że Prythiwi jest matką wszystkich istot żywych
szczególnie ludzi, zwierząt i roślin.
Czasami jest też określana matką wszystkich bogów.

## Recepcja w pismach hinduistycznych

### Wedy
Prythiwi w wedach jest bóstwem mało znaczącym. Jej imię pojawia się najczęściej wewnątrz formy Djawaprythiwi. To  androgyniczna postać o imieniu będącym złożeniem z imieniem nieba Diw (Djaus). Para niebo-ziemia istniała przed stworzeniem. Postacie małżonków rozdzielił Indra z użyciem centralnego (axis mundi) kosmicznego słupa.
Deszcz spadający na ziemię, jako nasienie Diwa zapłodnił Prythiwi i stała się matką wszystkich żywych istot.